# Aeroportul Internațional Aleppo
Aeroportul Internațional Aleppo (IATA: ALP, ICAO: OSAP) este un aeroport din Alep, Districtul Mount Simeon, Guvernoratul Alep, Siria ce deservește zona Alep. A fost numit după zona deservită.
Situat la o altitudine de 389 m, aeroportul dispune de 1 pistă.

## Infrastructură

### Piste
Aeroportul dispune de o singură pistă. Pista 09/27 are suprafața de asfalt și dimensiunile 2.910 m × 45 m. 